# SG-38
Dimensions
Le SG-38 Schulgleiter (planeur-école) est un planeur d'entraînement monoplace développé en 1936 par Edmund Schneider (de) à Grunau et produit à partir de 1938 en grand nombre. Le SG-38 a été le plus largement utilisé dans les années 1940 en Allemagne, principalement pour la formation des débutants.

## Conception et développement
Le SG-38 a été conçu pour être un planeur de formation de base au pilotage par la Nationalsozialistisches Fliegerkorps. La méthode de lancement habituelle était par catapultage au sandow sur la pente d'une colline. La formation étant menée uniquement en vol en solo, le planeur a été conçu pour être facile à piloter et à réparer.

## Galerie

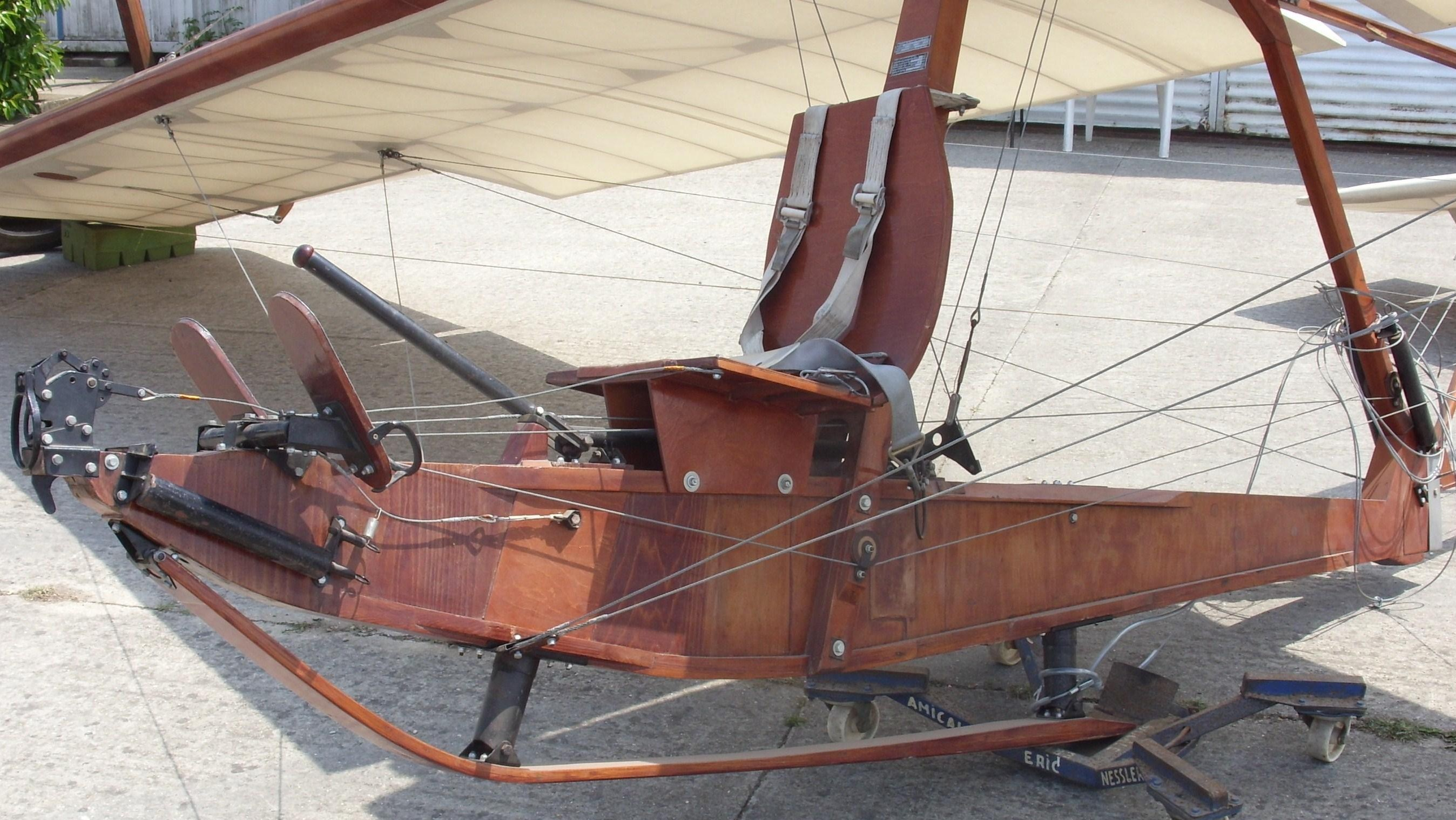
SG-38
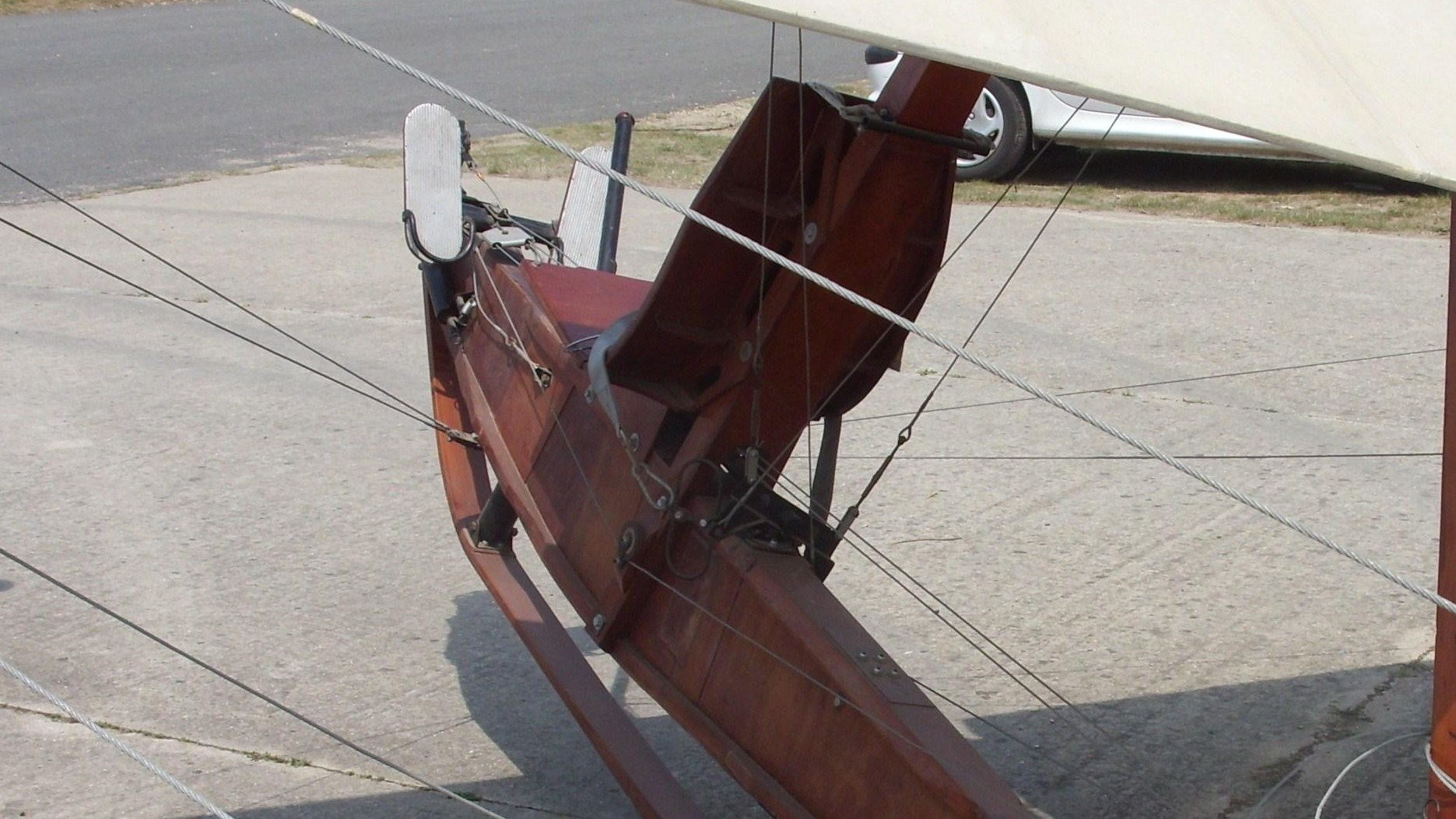
SG-38
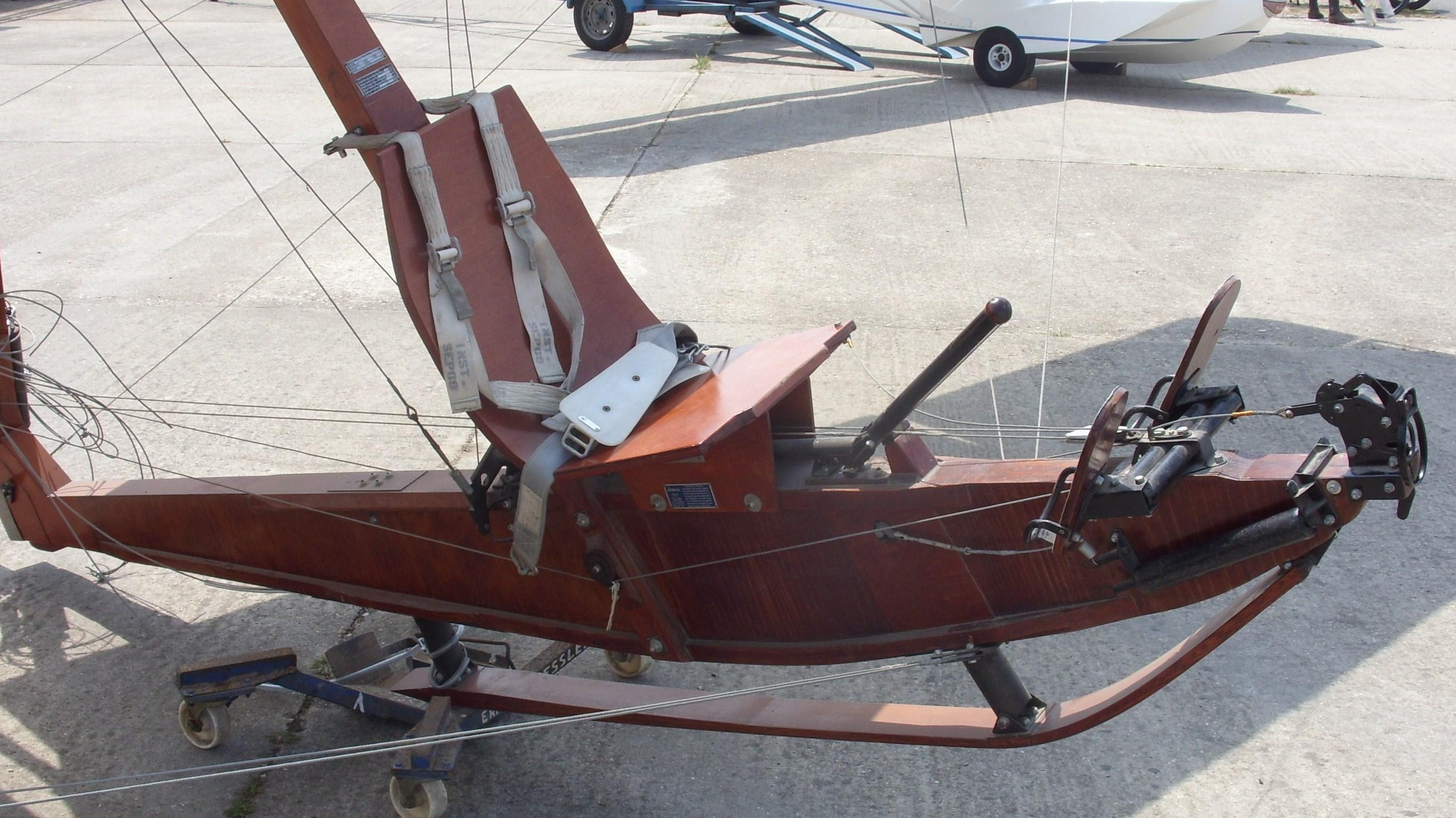
SG-38